# Pierre Dugua de Mons

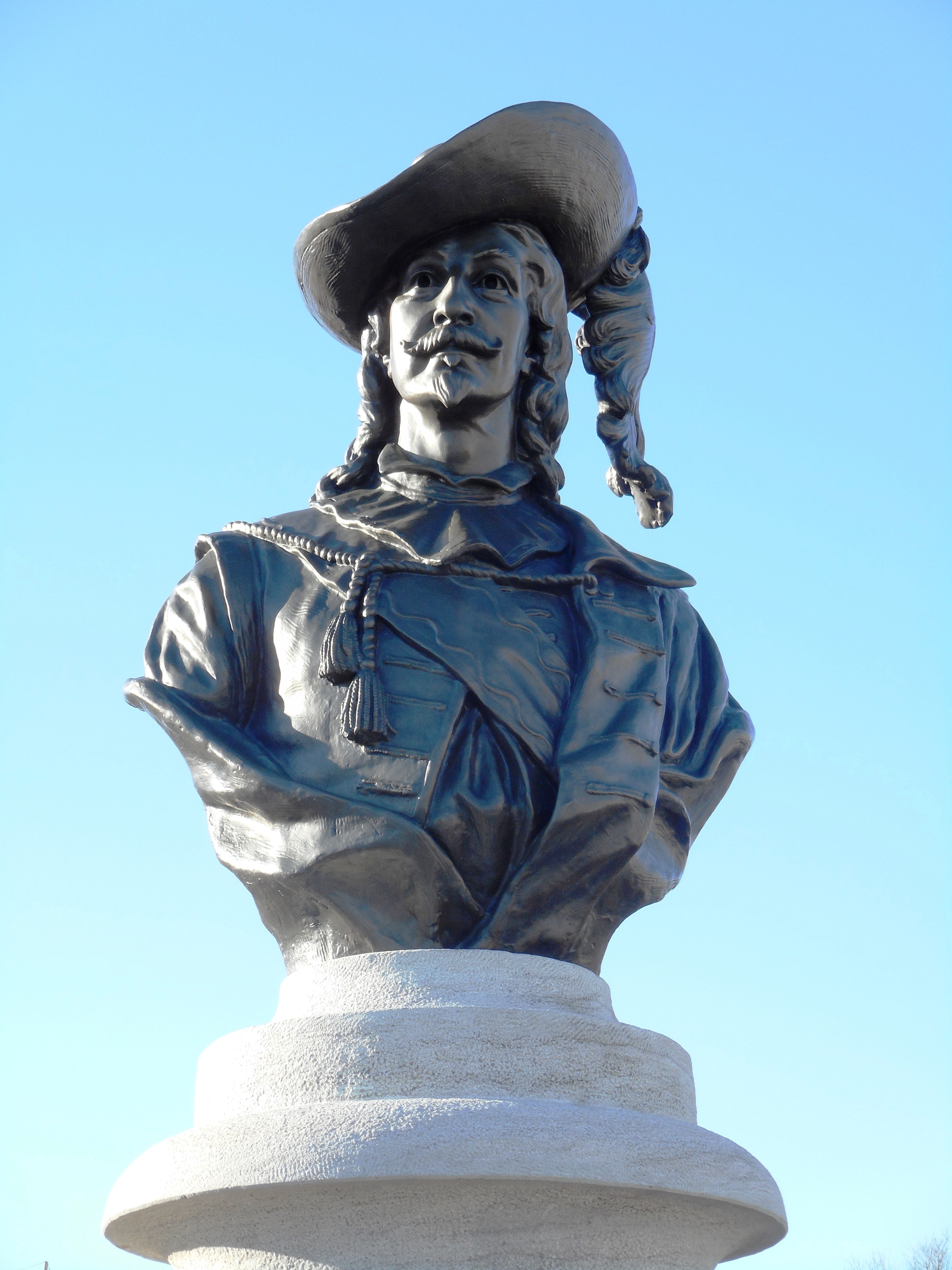
Denkmal in Quebec

Pierre Dugua de Mons (* 1558 im Château de Mons in Royan; † 22. Februar 1628 im Château d’Ardennes bei Fléac-sur-Seugne, Saintonge) war ein französischer Unternehmer und Entdecker. Er gründete 1605 mit Port Royal die erste dauerhafte französische Siedlung in Nordamerika. Von 1610 bis 1617 war er Gouverneur von Pons.

## Leben

### Familie und Hugenottenkriege
Dugua de Mons war der Sohn von Guy de Gua und Claire Gournard und heiratete Judith Chesnel aus der Adelsfamilie der Seigneurie von Meux; die Ehe blieb kinderlos. Er bezeichnete sich selbst als Calvinist und kämpfte auf der Seite Henris IV. in den Hugenottenkriegen in Frankreich. 

### Vorbereitung der Expedition

Champlains Karte von Neufrankreich (1612)

Gegen Ende des 16. Jahrhunderts zeigte Frankreich ein wachsendes Interesse an den Küsten des heutigen Kanada, vor allem um des Handels, insbesondere des Pelzhandels willen. Dazu kam die Perspektive, dort Siedlungen zu errichten, die zunächst vor allem als Handelsstützpunkte dienen sollten. Da die Staatskasse leer war, wurden Personen, die aufgrund ihrer Erfahrung – und auch ihre Finanzkraft – geeignet erschienen, beauftragt, Siedlungen in Neufrankreich zu errichten und in der ersten Zeit zu versorgen. Im Gegenzug verlieh der König ihnen die exklusiven und lukrativen Handelsrechte mit den Indianern.
Dugua war höchst interessiert. Im Jahr 1599 verkaufte er, mit Einwilligung seiner Frau, seinen gesamten Besitz: sein Château de Mons in Royan, seinen Landbesitz in Puy du Fou und seine Güter in Vaux an seinen Nachbarn François de Villegrain, seine Ländereien um Saint-Sornin und weiteren Besitz in Royan an Jean de Candelay, den Gouverneur von Royan. Sein Erlös betrug 88.248 Livres. Schon 1600 segelte er als Mitglied der Expedition seines Bekannten Pierre Chauvin de Tonnetuit nach Tadoussac. 1603 bekam Dugua den Auftrag, im Namen des Königs Siedlungen in Neufrankreich zu gründen und er erhielt dafür das Handelsmonopol, wobei sich die Hoffnungen vor allem auf den Pelzhandel richteten. Er wurde zum Generalleutnant von Akadien und anderen Gebieten Neufrankreichs ernannt, sollte jedes Jahr 60 Kolonisten dorthin bringen und die Indianer zum christlichen Glauben bekehren. Bis dahin waren alle französischen Siedlungsversuche gescheitert.
Dugua beeilte sich, zahlungskräftige französische Kaufleute als Mitglieder einer Handelsgesellschaft zu gewinnen, deren Startkapital am 8. Februar 1604 rund 90.000 Livres betrug. Mit diesem Geld rüstete er zwei Schiffe aus und rekrutierte die 79 Teilnehmer der Expedition, vor allen Dingen Handwerker, wie Baumeister, Tischler und Maurer, dazu Soldaten, Vagabunden, mehrere Adlige und zwei Priester. Der prominenteste Teilnehmer war Samuel de Champlain, der der Expedition als Geograf und Kartograf dienen sollte.

### Erster Siedlungsversuch auf St. Croix Island
Am 7. März 1604 verließ das erste Schiff unter Kapitän Timothee Le Havre, am 10. März das zweite unter Kapitän Morel mit Dugua an Bord. Sie erreichten am 8. Mai die Küste von Neuschottland bei Kap la Have. Von dort aus erkundete Samuel de Champlain die unbekannte Küste Neuschottlands und wandte sich dann westwärts zur Küste Neubraunschweigs. Hier erreichte er die Bay of Fundy und entdeckte am 24. Juni die Mündung des Saint John Rivers. Auf der Suche nach einem leicht zu verteidigenden Platz für die Kolonisten fanden sie schließlich am 26. Juni eine Insel in der Passamaquoddy Bay, Île-Ste-Croix, auf der sie die erste Siedlung gründeten. Nach einem Plan von Champlain wurden einige Dutzend Häuser und eine Kapelle gebaut, die von Palisaden umgeben waren. Außerhalb der Palisaden legte man die ersten Weizenfelder in Neufrankreich an. Der Winter begann am 6. Oktober mit dem ersten Schnee, auf dessen Strenge die Kolonisten nicht vorbereitet waren. Bald war das frische Gemüse und Getreide verbraucht und die Bewohner waren vorwiegend auf gepökeltes Fleisch als Nahrung angewiesen. Am Ende des Winters waren rund die Hälfte gestorben; als Todesursache wurde anhand von Knochenresten Skorbut nachgewiesen. Im März 1605 versorgten Passamaquoddy-Indianer die halbverhungerten Überlebenden mit frischem Fleisch.

### Dauerhafte Siedlung in Port Royal

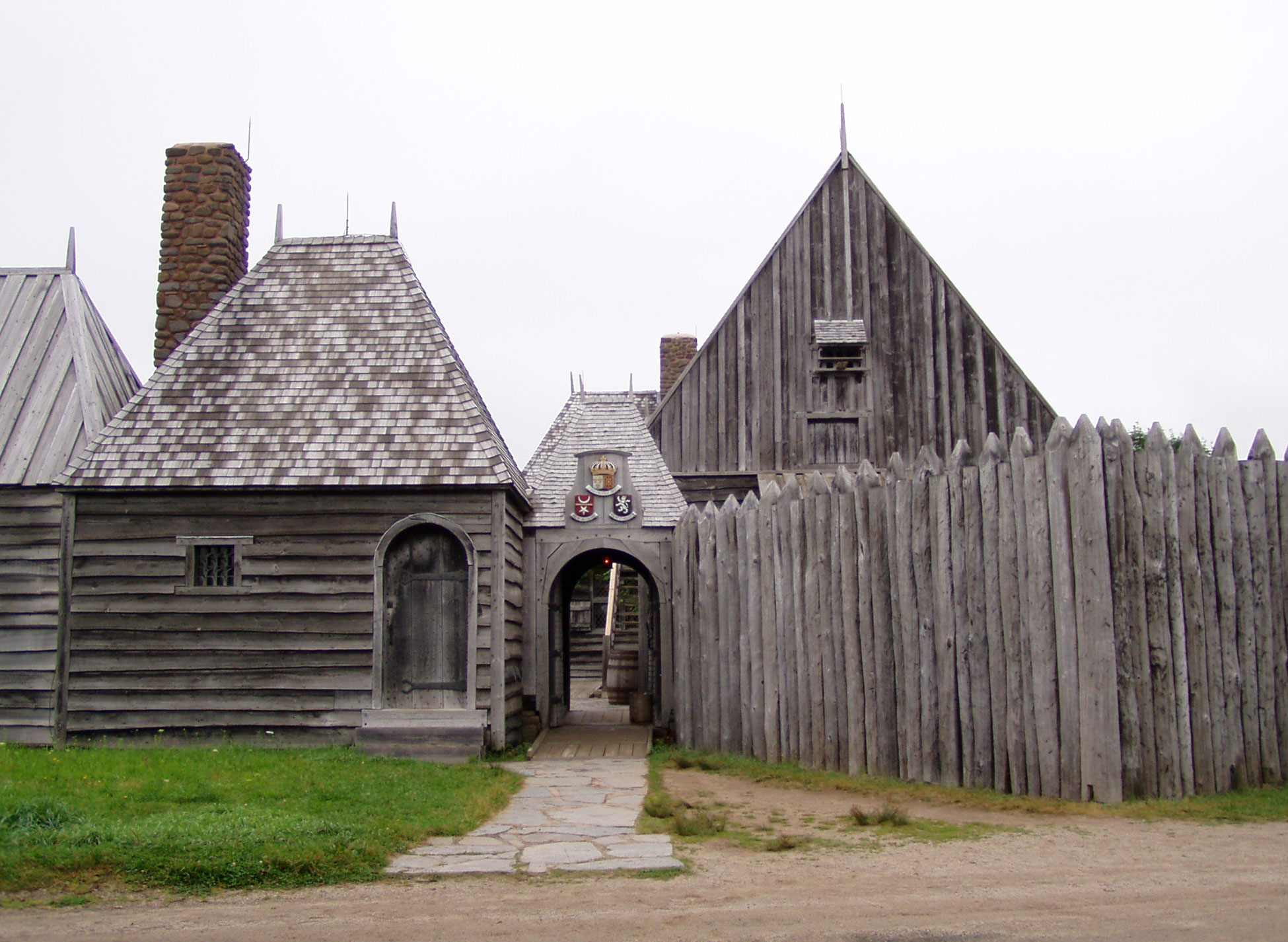
Rekonstruktion der Siedlung Port Royal

Dugua entschied, die Insel zu verlassen und nach der Bay of Fundy zu ziehen, wo Champlain die Siedlung Port Royal, heute Annapolis Royal, gründete. Zuvor waren die Häuser abgebaut und per Schiff an den neuen Ort gebracht worden. Dugua selbst musste nach Frankreich zurückkehren, weil seine Handelsfirma in finanziellen Schwierigkeiten steckte.
Dugua traf im September 1605 in Frankreich ein und erkannte bald, dass er die Interessen seiner Firma besser von dort aus wahrnehmen konnte. Am 13. Mai 1606 schickte er ein neues Schiff nach Akadien, um die junge Kolonie in Port Royal mit Lebensmitteln und neuen Kolonisten zu versorgen. Francois Gravé, der Verantwortliche von Port Royal, meldete eine gute Ernte, hatte jedoch im vergangenen Winter erneut 12 Männer durch Skorbut verloren.
Im Jahr 1607 widerrief König Henri aufgrund von Beschwerden anderer Kaufleute das an Dugua verliehene Handelsmonopol, dessen finanzielle Situation immer schwieriger wurde. Die Hauptursache war der Umfang des illegalen Pelzhandels, durch den ihm allein im Jahr 1604 mindestens acht Schiffsladungen Pelze entgangen waren. Diese illegalen Händler hatten, im Gegensatz zu Dugua, keine Kosten für die Überfahrt und Versorgung der Kolonisten zu tragen.

### Gründung von Québec
Der König verlängerte Duguas Monopol für ein Jahr bis 1608 auf die Zusage hin, einen Handelsposten am Sankt-Lorenz-Strom zu errichten und Land für französische Kolonien zu erschließen. Dugua beschaffte neues Geld und rüstete eine weitere Expedition aus, die aus drei Schiffen bestand. Das erste war für Port Royal, das zweite für den unteren St.-Lorenz-Strom und das dritte, mit Samuel de Champlain an Bord, war für die Gründung Québecs bestimmt. Québec wurde ein Handelsposten und zugleich der Ausgangspunkt für die Erforschung der Gebiete weiter im Westen. Im nächsten Jahr wurde Duguas Monopol nicht mehr verlängert, und der Pelzhandel war nun für alle geöffnet.
Bis zum Herbst 1611 schickte Dugua regelmäßig Schiffe zur Versorgung der Kolonisten und mit Tauschgütern für den Pelzhandel nach Neufrankreich. Der Handelsposten in Quebec entwickelte sich gut, und es wurden neue Indianerstämme für den Handel gewonnen. Auch die Erforschung des Westens machte Fortschritte. Dennoch war der finanzielle Aufwand bei Duguas Unternehmungen hoch, und seine Partner wollten Québec nach erneuten finanziellen Verlusten aufgeben. Dugua fand neue Teilhaber und setzte seine Aktivitäten im Pelzhandel und der Erforschung des Landes bis 1617 weiter fort, ohne jedoch Neufrankreich wiederzusehen.

### Gouverneur von Pons

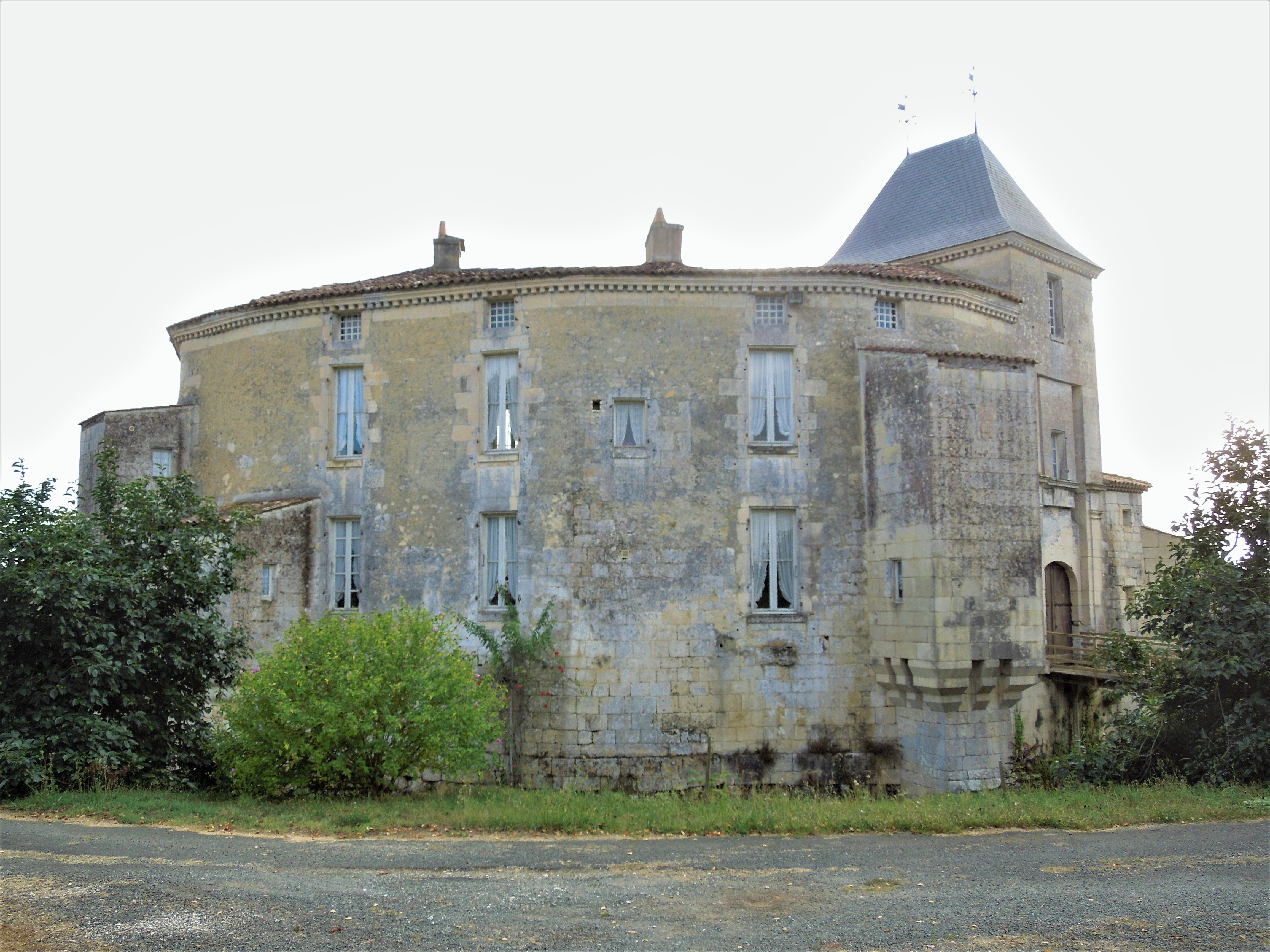
Das Château d’Ardennes, auf dem Dugua de Mons zuletzt lebte

Der König belohnte Dugua de Mons für seine außerordentlichen Dienste mit einer jährlichen Apanage von 1.200 Kronen und 1610 mit dem Gouverneursamt der Stadt Pons in der Saintogne, das er bis 1617 innehatte. Er starb 1628 auf seinem Schloss, dem Château d’Ardennes, bei Fléac-sur-Seugne.

## Platz in der Geschichte
Trotz seiner großen Verdienste um die Erforschung und Kolonisation Kanadas hat Dugua de Mons selten den ihm gebührenden Platz in den Geschichtsbüchern bekommen. Er ermöglichte erst Champlains Forschungsfahrten in der Neuen Welt, und es war de Monts Verdienst, dass die ersten Europäer dauerhaft in Neufrankreich leben und sich selbst ernähren konnten. Darüber hinaus machte er die Neue Welt in Frankreichs Bevölkerung besser bekannt, denn er veröffentlichte eine Sammlung von Säugetieren und Vögeln, von Indianerportraits, Gebrauchsgegenständen und Kuriositäten. Diese Objekte wurden von dem angesehenen Humanisten Nicolas de Peirese geprüft. Seine Darstellungen gehören damit zu den ersten Beschreibungen von Tieren und Menschen in Nordamerika.